# Af Chapman

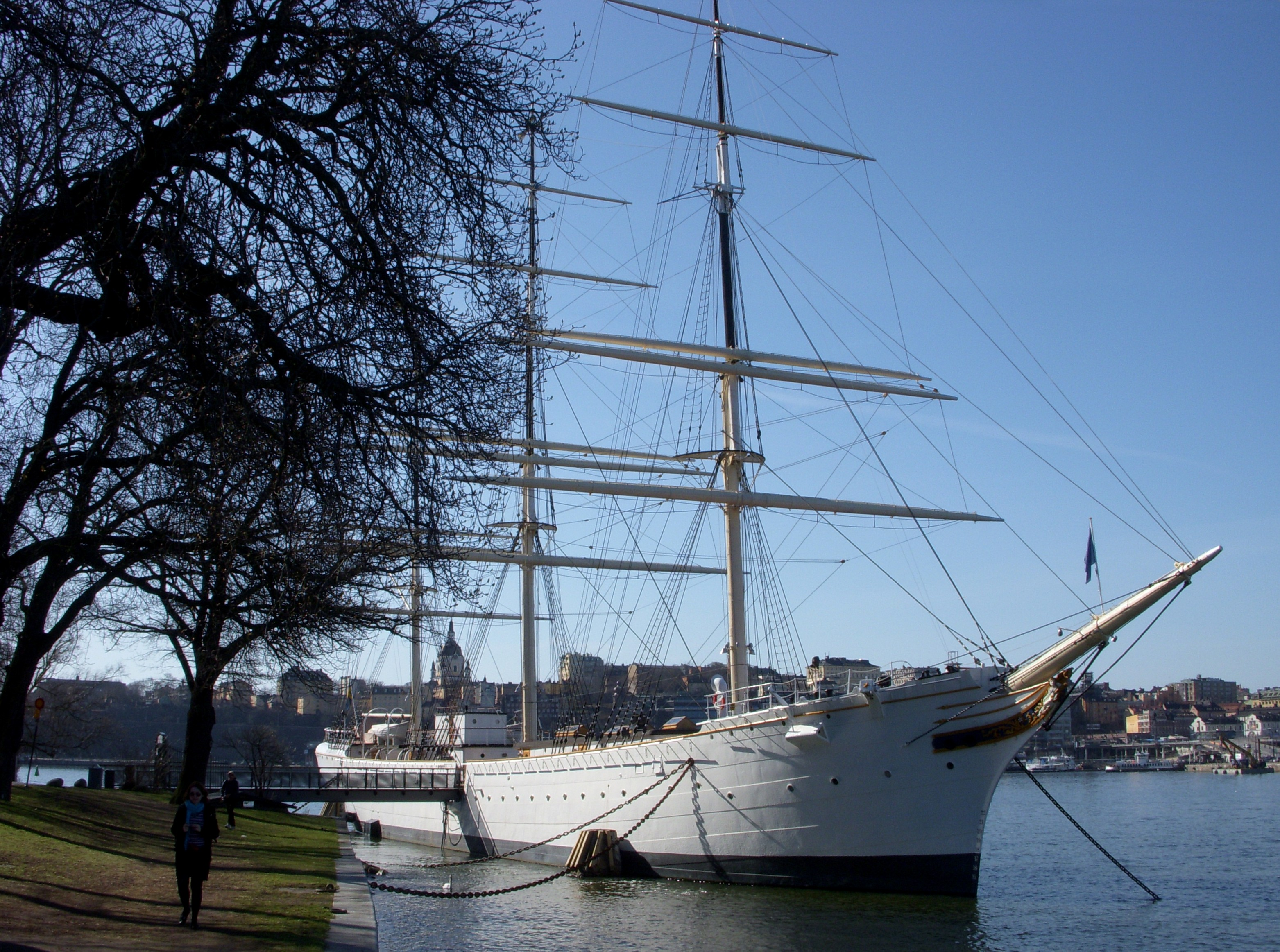
L'ostello della gioventù af Chapman.

L'af Chapman è un vascello ancorato ad ovest dell'isola di Skeppsholmen, nel centro di Stoccolma. Oggi la nave è utilizzata come ostello.

## Storia

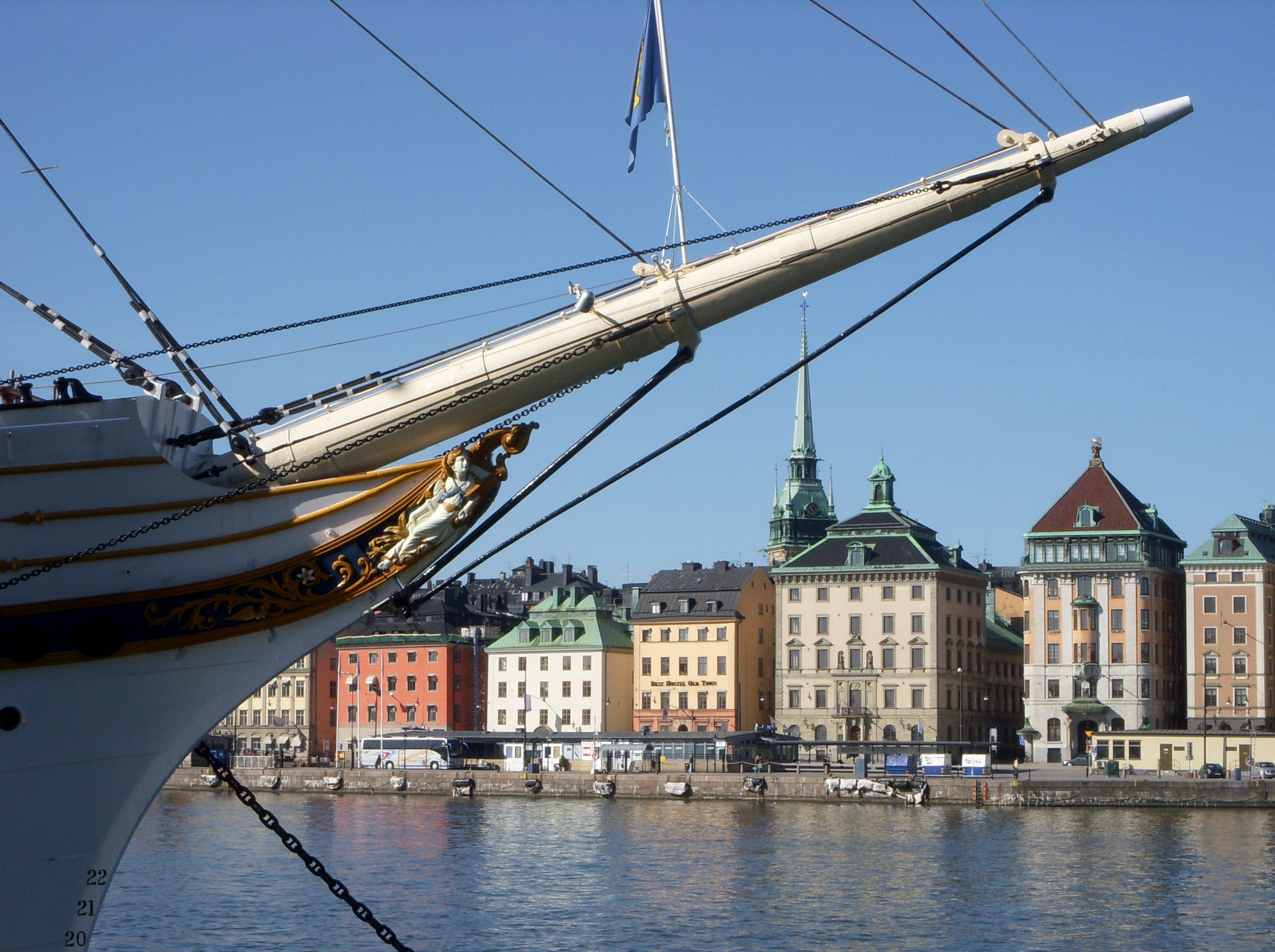
Gamla stan vista dall'Af Chapman

L'af Chapman è stata costruita a Londra nel 1888. L'imbarcazione è stata usata come nave scuola con il nome originario di Dunboyne. Il museo cittadino di Stoccolma la salvò dalla distruzione nel 1947 adibendolo all'attuale uso.